# 2МВ (космически апарат)
2МВ е серия автоматични междупланетни станции за изследване на Венера и Марс. Разработени са от конструкторското бюро на Сергей Корольов ОКБ-1 през 1961 – 1962 г., като за прототип на станцията служили апаратите 1М и 1ВА.

## Цели на програмата
Първоначално се планирало изпълнението на четири задачи, които се означавали с индекси:
- 2МВ-1 – кацане на Венера
- 2МВ-2 – изследване на Венера от орбита (в полет)
- 2МВ-3 – кацане на Марс
- 2МВ-4 – изследване на Марс от орбита (в полет)

## Списък на стартовете
| Космически апарат | Дата (UTC)                 | Ракета-носител | Име        | Номер по спътниковия каталог | NSSDC ID           | Резултат |
| ----------------- | -------------------------- | -------------- | ---------- | ---------------------------- | ------------------ | --- |
| 2МВ-1 № 1         | 25 август 1962 02:52:00    | Молния         | Спутник-19 | NORAD ID 00371               | NSSDC ID 1962-040A | Авария на 4-та степен |
| 2МВ-1 № 2         | 1 септември 1962 02:24:00  | Молния         | Спутник-20 | NORAD ID 00381               | NSSDC ID 1962-043A | Авария на 4-та степен |
| 2МВ-2 № 1         | 12 септември 1962 01:40:00 | Молния         | Спутник-21 | NORAD ID 00389               | NSSDC ID 1962-045A | Авария на 4-та степен |
| 2МВ-3 № 1         | 4 ноември 1962 15:35:15    | Молния         | Спутник-23 | NORAD ID 00451               | NSSDC ID 1962-062A | Отклонения в работата на 2-рата степен, преждевременно включване на двигателя на ускоряващия блок, на 5 ноември 1962 г. влиза в плътните слоеве на земната атмосфера и изгоряла. |
| 2МВ-4 № 1 (№ 3)   | 24 октомври 1962 17:55:04  | Молния         | Спутник 22 | NORAD ID 00443               | NSSDC ID 1962-057A | При старта на двигателя на ускоряващия блок в горивната помпа спира, заради неотчетеното сухо триене във вакуум, след което последвал взрив в двигателя. На 29 октомври основната част от отломките влязла в плътните слоеве на земната атмосфера.                                                                                  |
| 2МВ-4 № 4         | 1 ноември 1962 16:14:16    | Молния         | Марс 1     | NORAD ID 00450               | NSSDC ID 1962-061C | Заради започнал спад на налягането в балоните с азот на системата на станцията, осигуряваща ориентация на слънчевите батерии по Слънцето, връзката със станцията е загубена след 21 март 1963 г. По балистически разчети апарата прелетял на 197 000 км от Марс на 19 юни 1963 г., но не успяват да се получат снимки на планетата. |